# Susanne Mørch Koch
Susanne Mørch Koch (født 26. december 1973 på Lolland) er en dansk erhvervsøkonom, der siden august 2020 har været administrerende direktør for Tivoli.
Susanne Mørch Koch blev udannet cand.merc.int. fra Copenhagen Business School i 1999 og kom kort efter til McKinsey som management consultant. Derefter kom hun til DSB, hvor hun blandt andet var driftsdirektør for fjern- og regionaltog, kommerciel direktør og medlem af koncernledelsen. I 2017 kom hun til Danske Spil, hvor hun var administrerende direktør.
Ved siden af sit job har Susanne Mørch Koch også en række tillidshverv. Hun er blandt andet medlem af hovedbestyrelsen i Dansk Industri og medlem af bestyrelsen for DLG. Hun er tidligere medlem af bestyrelsen for Scandic Hotels og Coop Danmark.
Hun er gift med underdirektør Henrik Koch. Parret har to børn og er bosiddende i Rungsted.